# Contrainformació alternativa
La contrainformació alternativa o simplement contrainformació és la informació transmesa per grups independents no vinculats, en principi, a un poder polític organitzat concret ni a un govern determinat, oferint informació no oficial sobre els problemes del món, en contraposició als  mitjans de comunicació convencionals. Aquest tipus d'informació sol fer èmfasi en les reivindicacions de diferents  moviments socials o de diferents ideologies.
El terme contrainformació és utilitzat, principalment, en  mitjans alternatius d'esquerres.

## Motivació
L'objectiu d'aquest tipus de contrainformació és oferir un punt de vista alternatiu per completar o contrastar les informacions que s'han difós per altres mitjans. La seva existència es fonamenta en el fet que la informació emesa per mitjans convencionals és susceptible de ser manipulada per grups d'interès (governs,  grups de poder, grups de pressió, etc.) Que, des del seu punt de vista, ometen, ressalten o esbiaixen deliberadament les notícies per evitar pèrdues econòmiques, de reputació, o per fidelitats polítiques no confessades explícitament.
La seva principal eina de difusió, encara que no exclusiva, és Internet. De vegades els grups editors treballen a través d'un servidor autogestionat.